# Mekong
De Mekong (Vietnamees: Mê Kông ; Chinees: Méigōng Hé 湄公河) is een rivier in Zuidoost-Azië.

## Loop

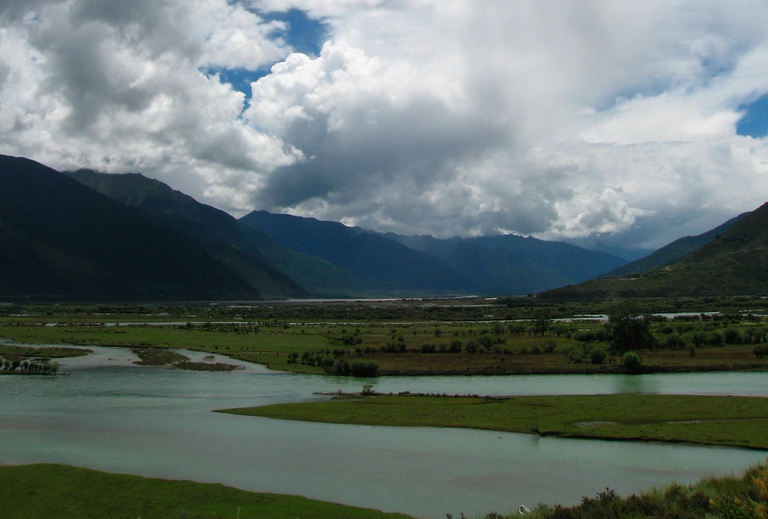
De Mekong ten zuiden van Chamdo in Tibet

De Mekong ontspringt op het Tibetaanse Hoogland bij de stad Chamdo in Tibet en mondt met de Mekong-delta uit in de Zuid-Chinese Zee. De rivier is 4909 kilometer lang (sommige bronnen geven een kortere lengte van 4350 km) en wordt beschouwd als een van de belangrijke rivieren in Azië. De rivier loopt achtereenvolgens door de landen China, Laos, Thailand, Cambodja en Vietnam.
Het Chinese deel heet Láncāng Jiāng (澜沧江). Meestal wordt de naam "Lancang" pas gegeven vanaf de samenvloeiing van de Lancang met de Ngon-chu bij de Tibetaanse stad Chamdo in Amdo. Het hogere deel van de Mekong wordt meestal aangeduid met de Tibetaanse naam voor de Mekong: Za Qu of Dza Chu. Een van de nederzettingen op de rechteroever van de Dza Chu is Shorda (Xiāngdá in het Chinees), de hoofdplaats van het arrondissement Nangchen.
Na Amdo stroomt de Lancang door Kham. Vanaf Kham gaat de Lancang eerst langs het Taniantawenggebergte om vervolgens het gebergte van de Hengduan Shan in te duiken. De kloof van de Mekong wordt hier steeds dieper. In het zuiden van het arrondissement Markkam is het stroomgebied van de Mekong, geplet tussen dat van de Salween en Jangtsekiang, soms maar 25 kilometer breed. In het noorden van Yunnan vormt ze een van een reeks parallel stromende rivieren. Gedurende een paar honderd kilometer loopt de Mekong namelijk parallel met twee andere grote rivieren, de Salween in het westen en de Chiang Jiang in het oosten. De waterscheidingen worden gevormd door de bergketens van respectievelijk de Nu Shan in het westen en de Yun Shan in het oosten. UNESCO heeft het beschermd gebied van drie parallelle rivieren (Salween, Mekong en Chiang Jiang) in China opgenomen in de werelderfgoedlijst vanwege de vele zeldzame dier- en plantensoorten en unieke ecologie.
Nadat de Mekong het zuiden van Yunnan heeft doorkruist, gaat de rivier de grens vormen tussen Myanmar in het westen en China en Laos in het oosten. Voor meer dan tweehonderd kilometer vormt de Mekong de grens tussen Myanmar en Laos. De Mekong vormt nog even de grens tussen Thailand en Laos en stroomt dan Laos binnen. Na vijfhonderd kilometer in Laos vormt de rivier opnieuw voor bijna duizend kilometer de grens tussen Laos in het noordoosten en Thailand in het zuidwesten. Op de noordoever ligt hier onder meer de hoofdstad van Laos, Vientiane. Het stroomgebied van de Mekong ligt hier aan de westelijke zijde van het Annamitisch Gebergte.
De Mekong stroomt nog een kleine tweehonderd kilometer door Laos (beide oevers) om dan Cambodja binnen te stromen. Eens Phnom Penh (de hoofdstad van Cambodja) gepasseerd, splitst en vertakt de rivier zich om een ganse delta te vormen, de Mekongdelta op Vietnamees grondgebied. Bij het overschrijden van de landsgrens met Vietnam stroomt de rivier onder andere namen dan Mekong door Vietnam. Zo heet de oostelijke vertakking eerst Bassac en wordt dit de Hậu terwijl de westelijkste tak van de Mekong als Tiền door het land stroomt.
De rivier kent sterk wisselende waterstanden. Het Tonlé Sapmeer, waarmee de Mekong door de rivier de Tonlé Sap verbonden is, heeft een belangrijke regulerende functie: in de natte tijd neemt dit veel water op, dat er in de droge tijd weer uit stroomt.

## Natuur
In de rivier leeft de grootste soort meerval ter wereld, die met uitsterven bedreigd wordt en waar in gedeeltes van Thailand, ondanks een verbod, toch op wordt gevist.

## Economie
De Mekongdelta is zeer vruchtbaar voor de rijstbouw.

### Scheepvaart
In de boven- en middenloop is de rivier gedeeltelijk bevaarbaar, in de benedenloop is de rivier bevaarbaar tot Luang Prabang in Laos, en voor kleinere schepen nog wel verder. De watervallen van Khone in Zuid-Laos vormen een hindernis voor de scheepvaart.

### Energie
Met de groeiende behoefte aan elektriciteit in de regio wordt de rivier steeds vaker gebruikt om dit te leveren. In 1993 en 2003 heeft China twee dammen voor elektriciteitsopwekking in de rivier aangelegd en er zijn plannen voor nog eens zes dammen, waarvan vier in Laos, een in Thailand en een in Cambodja. Tegen de bouw is verzet aan de gang. Na de oplevering van de Chinese dammen ontstonden er ongebruikelijke verschillen in de waterstanden van de rivier. Men vreest dat meer dammen een desastreus effect zullen hebben op de visstand en de vruchtbaarheid van de rijstvelden.

## Zijrivieren

### Laos
- Nam Ngum

### Thailand
- Ing
- Kok
- Loei
- Mun
- Songkhram

### Cambodja
- Bassac
- Tonlé Sap

### Vietnam
- Tiền
- Hậu

## Voetnoten
1. ↑  (en)  New Scientist Chinese dams blamed for Mekong's bizarre flow, 25 maart 2004, geraadpleegd op 16 december 2013
2. ↑  (en)  National geographic Dams May Damage Mekong River, 13 november 2007, geraadpleegd op 16 december 2013

- Biblioteca Nacional de España: XX458886
- Gemeinsame Normdatei: 4115087-9
- Library of Congress Control Number: sh85083357
- National Archives and Records Administration: 10038708
- Bibliotheek van het Japanse parlement: 00629321
- Nationale Bibliotheek van Tsjechië: ge224721
- Nationale Bibliotheek van Israël: 987007563007105171
- Virtual International Authority File: 316430453